# روبن إيب
روبن إيب هو كاتب ومؤلف وشاعر كندي، ولد في 1920 في كندا، وتوفي في 20 يونيو 2009.